# Earle Morgan
Earle K. Morgan (* 14. Juli 1905 in Kalifornien; † 8. März 1960 in Butte City (Kalifornien)) war ein US-amerikanischer  Filmschaffender und Ingenieur, der bei Paramount Pictures Studio Engineering and Transparency Departments beschäftigt war.
Morgan wurde zusammen mit Farciot Edouart und Barton Thompson auf der Oscarverleihung 1944 von der Akademie für Wissenschaft und Technik der Technik Award (Scientific and Engineering Award) für die Entwicklung und praktische Anwendung einer Methode zur Duplizierung und Vergrößerung natürlicher Farbfotografien bei der Filmproduktion sowie der Übertragung der Bildfarben auf Glasplatten und der Projektion dieser Folien durch eine speziell entworfene Diaprojektor-Ausstattung (for the development and practical application to motion picture production of a method of duplicating and enlarging natural color photographs, transferring the image emulsions to glass plates and projecting these slides by especially designed stereopticon equipment) zuerkannt. Morgan, Edouart und Thompson wurden in der Klasse II ausgezeichnet, das heißt, sie erhielten eine Plakette, statt einer Statuette. Außerdem gibt es noch die Klasse III, wobei der Ausgezeichnete eine Belobigung erhält.
Earle Morgan starb 1960 im 55. Lebensjahr.